# تیم ملی بسکتبال زنان جمهوری چک

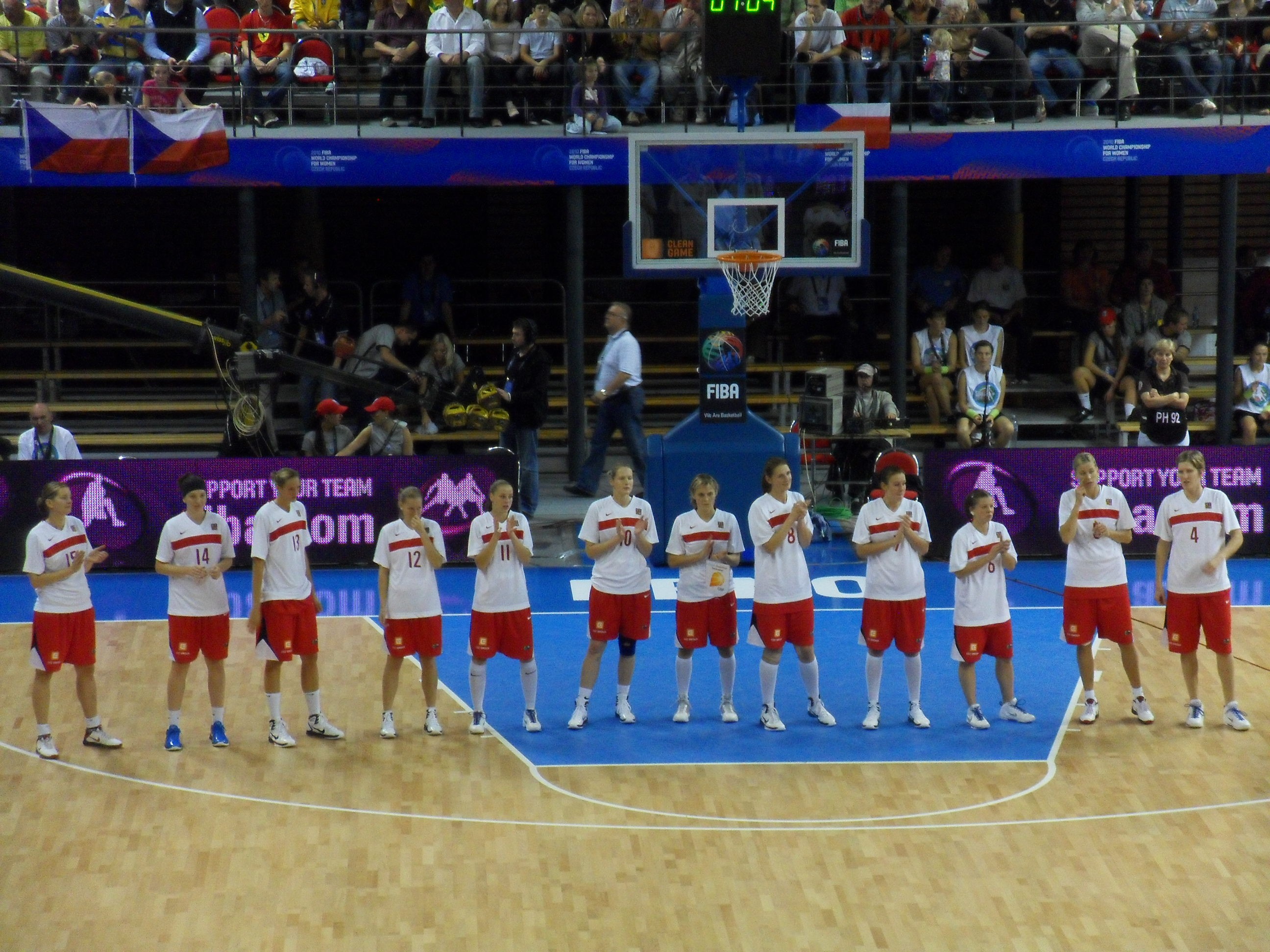
تیم ملی بسکتبال زنان جمهوری چک مسابقات قهرمانی جهانی FIBA زنان مقابل ژاپن

تیم ملی بسکتبال زنان جمهوری چک، نماینده جمهوری چک در مسابقات بین‌المللی بسکتبال زنان است.